# La Tentación
La Tentación ist eine Ortschaft in Uruguay.

## Geographie
Sie befindet sich auf dem Gebiet des Departamento Paysandú in dessen Sektor 2. La Tentación liegt südöstlich von Estación Porvenir und westlich von Puntas de Arroyo Negro. In nordöstlicher Richtung finden sich mit Orgoroso und Piedras Coloradas weitere nahegelegene Ansiedlungen. Wenige Kilometer nördlich der Ortschaft fließt der Arroyo Valdéz, während östlich der Arroyo del Gato Grande von Norden nach Süden verläuft. Südlich von La Temtación entspringen der de Tingutí und der Sifredí, beides Nebenflüsse des Arroyo Negro.

## Einwohner
Für La Tentación wurden bei der Volkszählung im Jahr 2004 148 Einwohner registriert.
| Jahr | Einwohner |
| ---- | --------- |
| 1963 | 95        |
| 1975 | 123       |
| 1985 | 166       |
| 1996 | 171       |
| 2004 | 148       |

Quelle: Instituto Nacional de Estadística de Uruguay